# Кубок Салея
Кубок Республики Беларусь по хоккею с шайбой — ежегодный турнир для команд по хоккею с шайбой, проводимый белорусской федерацией хоккея. Разыгрывается с 2002 года. Как правило, проводится в конце августа перед стартом регулярного чемпионата белорусской экстралиги в качестве разминочного турнира.

## История
Кубок Республики Беларусь по хоккею с шайбой — ежегодный турнир, проводимый Федерацией хоккея Республики Беларусь с сезона-2002/03. Первым обладателем трофея стал столичный «Керамин».
Розыгрыш Кубка традиционно проводится в два этапа. На первом команды разделены на две подгруппы, согласно результатам предыдущего чемпионата страны в экстралиге. Команды играют в подгруппах по круговой системе в один круг, после чего выявляют победителя в плей-офф.
В 2013 году Кубку Республики Беларусь было присвоено имя Руслана Салея, погибшего в 2011 году. Первым обладателем переименованного трофея стала «Юность-Минск».

## Регламент
В розыгрыше Кубка принимают участие команды белорусского чемпионата. В 2005 году в Кубке участвовала также молодёжная сборная Беларуси, а в 2010 — команда МХЛ «Минские зубры».
Турнир проводится в два этапа. На первом этапе команды разделены на две подгруппы согласно результатам предыдущего чемпионата экстралиги. Команды играют в подгруппах по круговой системе в один круг, после чего победители подгрупп разыгрывают Кубок в единственном финальном матче. Финал проводится на площадке команды, набравшей наибольшее количество очков на первом этапе. В сезонах 2004/2005, 2006/2007, 2007/2008 годов проводился общий групповой турнир, после чего в финале встречались команды, занявшие два первых места. В розыгрышах 2003—2006 годов финал состоял из двух матчей.

## Финалисты
| Сезон     | Победитель         | Финалист             | Счет     |
| --------- | ------------------ | -------------------- | -------- |
| 2002      | Керамин (Минск)    | Гомель               | 3:2      |
| 2003      | Гомель             | Керамин (Минск)      | 5:4, 4:2 |
| 2003/2004 | Гомель             | Керамин (Минск)      | 0:1, 5:2 |
| 2004/2005 | Юность (Минск)     | Гомель               | 3:1, 4:0 |
| 2005      | Динамо (Минск)     | Химволокно (Могилёв) | 3:1, 3:1 |
| 2006      | Динамо (Минск)     | Керамин (Минск)      | 3:0, 1:1 |
| 2007      | Гомель             | Керамин (Минск)      | 4:2      |
| 2008      | Керамин (Минск)    | Юность (Минск)       | 6:5 (ОТ) |
| 2009      | Юность (Минск)     | Керамин (Минск)      | 3:1      |
| 2010      | Юность (Минск)     | Металлург (Жлобин)   | 4:1      |
| 2011      | Металлург (Жлобин) | Юность (Минск)       | 2:1 от   |
| 2012      | Гомель             | Металлург (Жлобин)   | 3:2      |
| 2013      | Юность (Минск)     | Металлург (Жлобин)   | 6:0      |
| 2014      | Неман (Гродно)     | Юность (Минск)       | 5:0      |
| 2015      | Юность (Минск)     | Динамо-Молодечно     | 1:0, 0:0 |
| 2016      | Неман (Гродно)     | Юность (Минск)       | 4:5, 4:1 |
| 2017      | Гомель             | Неман (Гродно)       | 2:2, 3:2 |
| 2018      | Неман (Гродно)     | Динамо-Молодечно     | 4:2      |
| 2019      | Юность (Минск)     | Динамо-Молодечно     | 3:2      |
| 2020      | Динамо (Минск)     | Юность (Минск)       | 3:0      |
| 2021      | Динамо (Минск)     | Юность (Минск)       | 4:2      |
| 2022      | Витебск            | Гомель               | 2:1      |
| 2023      | Витебск            | Шахтер (Солигорск)   | 2:1      |

Примечание. В сезонах 2002/2003 и 2003/2004 Кубок Беларуси проводился весной, после завершения чемпионата страны.